# Elétrons secundários

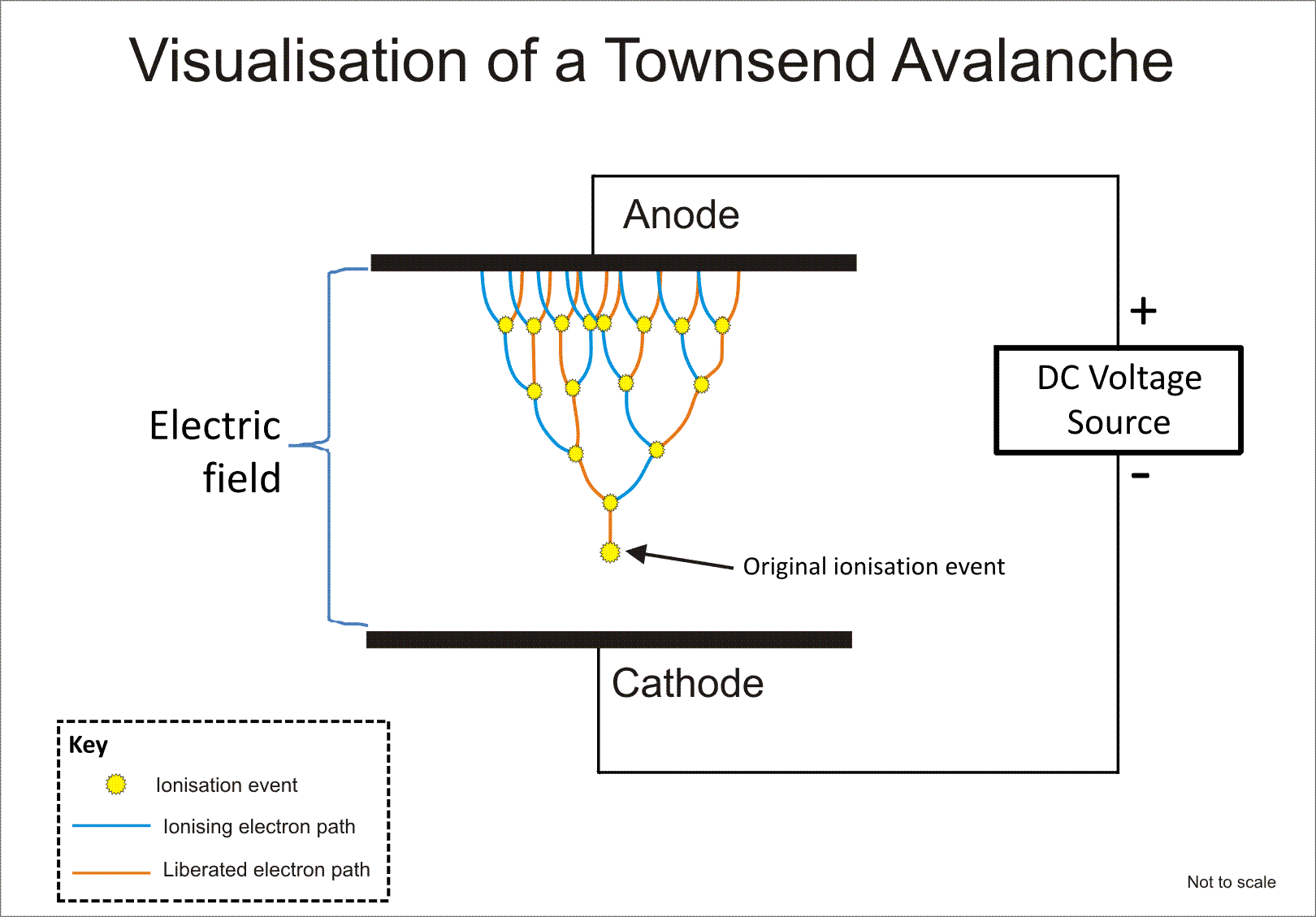
Visualização de uma avalanche de Townsend, que é sustentada pela geração de elétrons secundários em um campo elétrico.

Elétrons secundários são elétrons gerados como produtos de ionizações. Eles são chamados de “secundários” porque são gerados por outra radiação (a radiação primária). Essa radiação pode ocorrer na forma de íons, elétrons ou fótons com energia suficientemente alta, ou seja, excedendo o potencial de ionização. Os fotoelétrons podem ser considerados um exemplo de elétrons secundários no qual a radiação primária trata-se de fótons; para alguns, fotoelétrons com energia mais alta (>50 eV) ainda são considerados “primários”, enquanto os elétrons liberados pelos fotoelétrons são “secundários”.

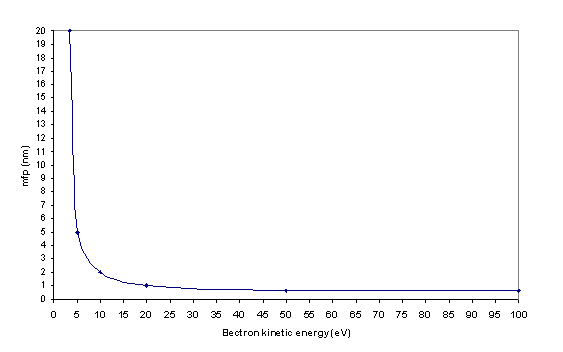
Percurso livre médio de elétrons de baixa energia. Os elétrons secundários são geralmente considerados com energia abaixo de 50 eV. A taxa de perda de energia por espalhamento de elétrons é muito baixa, então a maioria dos elétrons liberados tem energia com pico abaixo de 5 eV (Seiler, 1983).

## Aplicações
Os elétrons secundários também são os principais meios de visualização de imagens no microscópio eletrônico de varredura (MEV). O alcance dos elétrons secundários depende da energia. Traçar o percurso livre médio inelástico em função da energia geralmente mostra as características da “curva universal” familiar aos espectroscopistas de elétrons e analistas de superfície. Tal distância é da ordem de alguns nanômetros em metais e de dezenas de nanômetros em isolantes. Essa pequena distância permite que uma resolução tão fina seja alcançada no MEV.
Para SiO2, com uma energia eletrônica primária de 100 eV, a faixa de elétrons secundários é de até 20 nm do ponto de incidência.